# Casa Flora (película de 1973)
Casa Flora es una película de comedia musical española de 1973, dirigida por Tito Fernández y protagonizada por Lola Flores, Máximo Valverde, Antonio Garisa, Amparo Soler Leal, Rafael Alonso, entre muchos otros intérpretes famosos de la época.
Incluye dos números musicales de Lola Flores, uno de Camarón de la Isla, otro de Concha Márquez Piquer y uno conjunto de Estrellita Castro y Lola Flores.

## Sinopsis
La muerte de un famoso torero en América va a originar una concentración masiva de gente para acudir a su funeral en su pequeño pueblo natal de Andalucía. Debido a la afluencia de tantas personas, se decide habilitar todas las casas y espacios posibles para huéspedes, incluso el prostíbulo 'Casa Flora', que deberá reconvertirse en un hotel 'decente' y recibir a una clientela de lo más variopinta.

## Reparto completo
- Lola Flores como Flora
- Máximo Valverde como Santiago
- Antonio Garisa como Don Roque
- Amparo Soler Leal como Rudi
- Rafael Alonso como Martín
- Manolo Gómez Bur como Atilano
- Fernando Santos como Gervasio
- Concha Márquez Piquer como Eva
- Arturo Fernández como Carlos Vílchez
- Ethel Rojo como Mónica
- Isabel Garcés como Doña Rosario
- Carlos Larrañaga como Ramón
- Pedro Mari Sánchez como Quinqui #1
- Camarón de la Isla como Quinqui #2
- Ángel de Andrés como Leoncio
- Gogó Rojo como Chica prostituta #1
- Carmen Flores como Chica prostituta #2
- Gela Geisler como Chica prostituta #3
- Eva León como Chica prostituta #4
- Aixa Aman como Chica prostituta #5
- Estrellita Castro como Antonia 'la Chiclanera'
- Carmen Martínez Sierra como Madre de Atilano
- Margarita Calahorra
- Antonio Orengo como Peñista taurino en traje marrón
- José Luis Zalde como Peñista taurino
- Manuel Guitián como Tasador
- Simón Ramírez como Presentador TV

## Canciones
- A mí me gustan los hombres (Lola Flores), Rafael de León - Juan Solano
- Cómo me las maravillaría yo (Lola Flores), R. de León - J. Solano
- Sereno serenito (El Camarón de la Isla), R. de León - J. Solano
- Es nuestro amor (Conchita Márquez), R. de León - J. Solano
- El teléfono (Lola Flores-Estrellita Castro), R. de León - J. Solano

## Recepción
La película tuvo 1.008.368 espectadores y recaudó el equivalente a 209.924,18€.